# Iphigénie (Racine)
Iphigénie ist eine Tragödie in fünf Akten von Jean Racine. Die Uraufführung fand am 18. August 1674 in Versailles statt. Das Stück besteht aus 1764 Alexandrinern und 2 Achtsilblern.
Die Geschichte spielt sich an der Küste von Aulis ab, wo die Griechen dabei sind, nach Troja zu segeln, um die entführte Helena zu befreien. Wegen widriger Winde verzögert sich die Abfahrt, und König Agamemnon sieht sich gezwungen, seine Tochter Iphigenie zu opfern, um den Zorn der Götter zu besänftigen.

## Entstehung und historische Quellen
Aufgeführt wurde das Stück am Hof von Versailles während eines der sogenannten Divertissements, um die Wiedereroberung der Franche-Comté festlich zu begehen.
Racine stand zu diesem Zeitpunkt auf dem Höhepunkt seines Ruhms. Er erfreute sich der Gunst des Königs, war königlicher Pensionnaire, er wurde von Mme de Montespan protegiert und war seit 1672 Mitglied der Académie française. Seit zwanzig Jahren war er zusammen mit Lully der Hauptbeteiligte an den königlichen Divertissements.
Premiere des Stücks war am 18. August 1674 in Versailles, einige Monate später wurde es für die Öffentlichkeit im Hôtel de Bourgogne aufgeführt.
Racine greift in seinem Stück auf einen antiken Mythos zurück, den Euripides in seinen Tragödien Iphigenie in Aulis und Iphigenie in Tauris behandelt hatte. Iphigenie in Aulis, die Quelle für Racines Drama, wurde seit der Antike bis in die Renaissance mehrfach rezipiert. Racines Iphigénie bildete ihrerseits die Grundlage für eine Reihe von Bearbeitungen für das Musiktheater. Mit Iphigénie wendete sich Racine nach den Historiendramen Britannicus, Bérénice, Bajazet und Mithridate erstmals wieder einem Stoff aus der griechischen Mythologie zu.

## Personen
- Agamemnon, König von Mykene
- Iphigenie, Tochter des Agamemnon
- Eriphile, Tochter von Helena und Theseus
- Achilles, Verlobter der Iphigenie
- Ulysses, Verbündeter des Agamemnon
- Klytemnestra, Ehefrau des Agamemnon
- Kalchas, Priester und Seher
- Arcas, Diener Agamemnons
- Eurybate, Diener Agamemnons
- Aegine, Frau aus dem Gefolge Klytemnestras
- Doris, Vertraute der Eriphile

## Inhalt

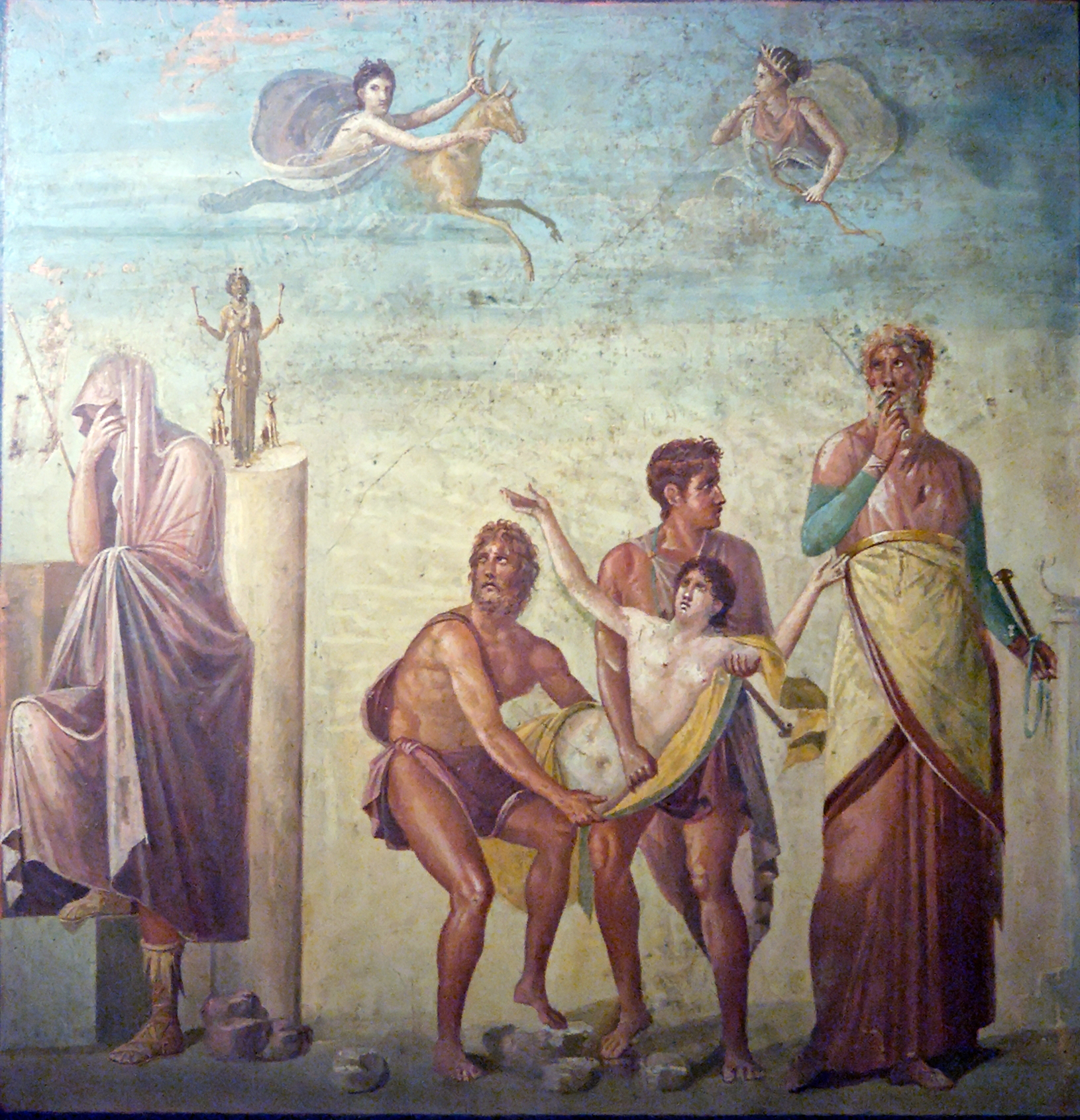
Die Opferung der Iphigenie; von links: Agamemnon, Iphigenie mit zwei Sklaven, der Priester Kalchas neben dem Altar, oben rechts die Göttin Artemis; Fresko aus Pompeji, Archäologisches Nationalmuseum Neapel

Die Geschichte spielt sich an der Küste der Hafenstadt Aulis ab, wo die griechische Flotte dabei ist, nach Troja zu segeln, um Helena, die von dem trojanischen Prinzen Paris entführt wurde, zurückzuholen. Da der Wind jedoch seit Tagen ungünstig steht, sieht sich Agamemnon, der Heerführer der Griechen, gezwungen, das Orakel zu befragen. Der Seher und Priester Kalchas eröffnet ihm, dass die Griechen die Göttin Artemis schwer beleidigt haben, und er daher seine Tochter Iphigenie opfern muss, um deren Zorn zu beschwichtigen.
Das Drama beginnt, als Agamemnon sich zur Opferung seiner Tochter entschlossen hat, um den Kriegszug endlich beginnen zu können.
Akt I.
König Agamemnon spricht mit seinem Diener Arcas über seinen Plan, eine Flotte nach Troja zu schicken. Da der Wind aber ungünstig steht, sieht er sich gezwungen, den Göttern seine Tochter zu opfern. Ulysses ermutigt ihn, diesen Plan durchzuführen, und auch Achill ist einverstanden. Allerdings weiß Achill nicht, dass Iphigenie, die er heiraten möchte, als Opfer vorgesehen ist. Die ahnungslose Klytämnestra, die Mutter Iphigenies, bringt ihre Tochter zusammen mit deren Freundin Eriphile zum König.
Akt II.
Eriphile ist eine Sklavin Achills, in den sie verliebt ist. Sie leidet daran, dass sie ihre Eltern nicht kennt und möchte Kalchas über ihre Herkunft befragen.
Als Iphigenie mit ihrer Mutter vor Agamemnon erscheint, ist sie bestürzt, wie kalt er sie empfängt. Iphigenie soll hier Achill treffen, mit dem sie sich verloben will. Klytemnestra erzählt ihrer Tochter von einer angeblichen Liebesaffäre zwischen Achill und seiner Sklavin. Während eines Gesprächs zwischen den beiden Liebenden kann der Verdacht nicht ganz entkräftet werden. Eriphile sucht ebenfalls das Gespräch mit Achill, der sie aber unmissverständlich abweist. Eriphile wird rasend vor Eifersucht, sie ist voller Hass gegen Iphigenie.
Akt III.
Achill schwört Iphigenie, dass er sie liebt, und der Hochzeit scheint nichts mehr im Weg zu stehen. Iphigenie bittet Achill, seine Sklavin freizulassen. Unter dem Vorwand, es handele sich um Hochzeitsvorbereitungen, lässt Agamemnon Iphigenie zum Altar führen und verbietet Klytemnestra, sich ihrer Tochter zu nähern. In Wirklichkeit wird nicht die Hochzeit, sondern das Opfer vorbereitet. Als Achill herausfindet, dass Iphigenie geopfert werden soll, will er Agamemnon umbringen, was Iphigenie verhindert.
Akt IV.
Eriphile ist sich sicher, dass Iphigenie der Opferung entkommen wird. Daher versucht sie, die Bevölkerung gegen Iphigenie aufzuwiegeln. Schließlich gelingt es Klytemnestra und Iphigenie zusammen mit Achill, Agamemnon zu überreden, auf die Opferung Iphigenies zu verzichten. Agamemnon lenkt den Priester Kalchas ab, um seiner Tochter die Flucht zu ermöglichen.
Akt V.
Das Volk weigert sich, Iphigenie gehen zu lassen. Alles ist bereit für das Opfer. Klytemnestra verflucht ihren Ehemann, Achill versucht alles, seine Verlobte zur Flucht zu bewegen. Iphigenie jedoch, in nobler und gefasster Haltung, unterwirft sich dem Willen des Vaters. Sie nimmt Abschied von der Mutter und begibt sich zum Opferaltar.
Da erscheint Ulysses und verkündet, dass Iphigenie gerettet ist. Denn im letzten Moment hat Kalchas endlich die Wahrheit enthüllt. Eriphile ist die illegitime Tochter von Theseus und Helena, die von Theseus einst aus dem Tempel der Artemis entführt worden war. Ihren Opfertod fordert die Göttin. Verzweifelt wirft sich Eriphile auf den Altar und erdolcht sich. Nachdem die Göttin zufriedengestellt ist, wendet sich der Wind und die Flotte kann nach Troja segeln.

## Rezeption und Aufführungsgeschichte
Racines Stück, zu seiner Zeit sehr erfolgreich, wurde später wenig gespielt und stand auch in Frankreich nur noch selten auf den Spielplänen.
1775 wurde Iphigenia in Hamburg am Comödienhaus am Gänsemarkt (Theater am Gänsemarkt) in der Übersetzung von Johann Christoph Gottsched gespielt, mit „einem lustigen Nachspiel“ als Schluss.
Am 25. November 1802 gab die damals erst 15-jährige Marguerite-Joséphine Georges in der Comédie-Française ihr Bühnendebüt als Klytemnestra, der Start zu ihrer erfolgreichen internationalen Theaterkarriere. Unter den Zuschauern war auch Napoleon, damals noch Erster Konsul, dessen Mätresse sie später wurde.
Im 20. Jahrhundert gab es eine Reihe von Aufführungen nicht nur an der Comédie-Française.
1949 inszenierte Julien Bertheau das Stück mit einer Bühnenmusik von André Jolivet.
1992 produzierten das Théâtre National de Strasbourg und die Comédie-Française das Stück mit Martine Chevallier als Klytemnestra, Regie Jannis Kokkos
(* 1944).
2020 wurde Iphigénie in einer Inszenierung von Stéphane Braunschweig am Pariser Odéon - Théâtre de l'Europe aufgeführt. Das Publikum befand sich zu beiden Seiten eines erhöhten Bühnenpodiums, es gab kein Bühnenbild, nur Projektionen mediterraner Landschaften auf zwei Bildschirmen. Braunschweig inszenierte das Stück unter dem Gesichtspunkt, wie viel einem Einzelnen während einer existentieller Bedrohung des Gemeinwesens zugemutet werden könne, und welchen Schaden jeder Beteiligte dabei erleide.

### Oper
Am 11. Januar 1713 wurde Ifigenia in Aulide, dramma per musica, von Domenico Scarlatti im Privattheater von Königin Marie Casimire von Polen im Palazzo Zuccari in Rom aufgeführt. Das Libretto von Carlo Sigismondo Capece nach Euripides und Jean Racine ist erhalten, die Partitur ist verschollen.
Carl Heinrich Graun komponierte Ifigenia in Aulide, eine italienische Oper mit dem Libretto von Leopoldo de Villati (1701–1753) nach Jean Racines Iphigénie en Aulide. Die Uraufführung war am 13. Dezember 1748 an der Hofoper in Berlin.
Am 19. April 1774 fand in Paris an der Académie Royale die Uraufführung der Oper Iphigénie en Aulide von Christoph Willibald Gluck unter der Leitung des Komponisten statt. Das Libretto schrieb Le Blanc de Roullet auf der Grundlage von Racines Tragödie. Iphigénie en Aulide war die erste Oper, die Gluck an der Pariser Oper aufführte. Am 22. Februar 1847 wurde in Dresden eine Bearbeitung von Glucks Oper durch Richard Wagner gespielt. Wagner übersetzte das Libretto aus dem Französischen und kürzte die Partitur um etwa ein Viertel.